# 蒂塞朗参数
蒂塞朗参数（Tisserand's parameter 或 Tisserand's invariant）是在受限制的三體問題下使用的複合軌道根數，該根數名稱來自於法國天文學家費利克斯·蒂塞朗（Félix Tisserand）。

## 定義
假設小天體的軌道半長軸是{\displaystyle a\,\!}、軌道離心率{\displaystyle e\,\!}、軌道傾角{\displaystyle i\,\!}，而擾動小天體的體積較巨大天體的軌道半長軸是{\displaystyle a_{P}}，蒂塞朗参数的參數可定義如下：
{\displaystyle T_{P}\ ={\frac {a_{P}}{a}}+2\cdot {\sqrt {{\frac {a}{a_{P}}}(1-e^{2})}}\cos i}
準守恆的蒂塞朗参数是蒂塞朗准则的推導結果。

## 應用
- TJ 是被擾動天體相對於木星的蒂塞朗参数。該值被用來區分小行星（一般 {\displaystyle T_{J}>3}）和木星族彗星（一般 {\displaystyle 2<T_{J}<3})。
- 在天體交互作用前後（相遇）仍大致保持常數的參數被用來在蒂塞朗准则中確認觀測的天體是否為同一個。
- 準守恆的蒂塞朗参数會對使用重力助推的外太陽系探測器所能到達的軌道有所限制。
- TN 是相對於海王星的蒂塞朗参数。被建議用來區分近離散盤天體（被認為受海王星影響）和被離散到遠方的海王星外天體（例如小行星90377）。

## 相關概念
蒂塞朗参数是推導自被稱為德洛内標準變量的參數，該參數是用來研究三體系統中被擾動的哈密頓系統。忽略高維的擾動項，以下的值是保守的：
{\displaystyle {\sqrt {a(1-e^{2})}}\cos i}
因此，攝動可能會造成軌道傾角和軌道離心率之間的共振，也就是所謂的古在機制。接近圓形的高傾角軌道因此可以變成極高離心率且低傾角軌道。例如掠日彗星就是因為以上機制產生的，因為半長軸固定的高離心率軌道其近拱點的值相當低。

## 外部連結
- 大衛·朱維特介紹蒂塞朗参数網頁 （页面存档备份，存于）